# Лондонский организационный комитет Олимпийских и Паралимпийских игр

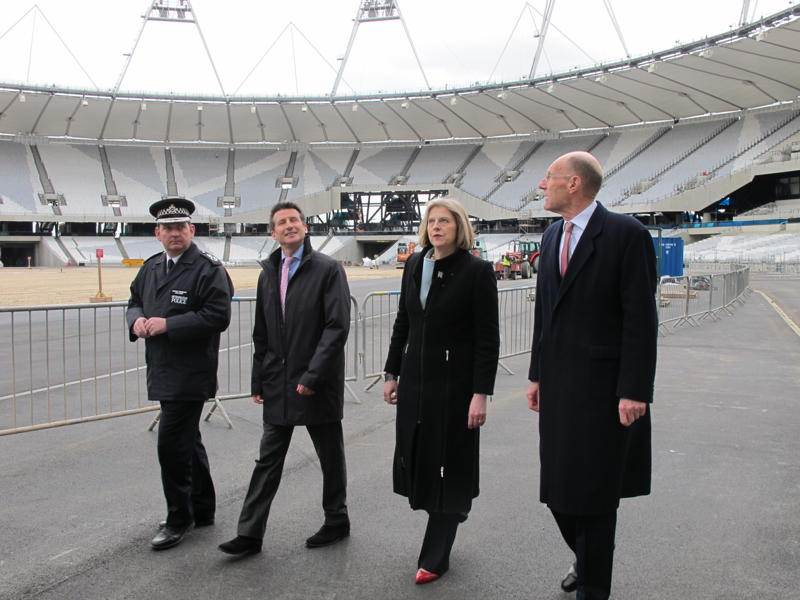
Крис Эллисон (помощник комиссара столичной полиции), лорд Коу, Тереза Мэй и председатель ODA Джон Армитт во время посещения Олимпийского парка в Восточном Лондоне

Лондонский Организационный Комитет Олимпийских и Паралимпийских Игр (англ. London Organising Committee of the Olympic and Paralympic Games — организация, которая была ответственна за проведение Летних Олимпийских и Паралимпийских игр в Лондоне в 2012 году.

## Ход формирования
6 июля 2005 года Международный олимпийский комитет выбрал Лондон городом, принимающим XXX Летние Олимпийские игры. После этого началась работа по формированию организационного комитета, первое заседание которого прошло 7 октября 2005 года. Именно на этом заседании комитет был утверждён в качестве организатора Олимпийских игр.

## Члены комитета
- Лорд Себастьян Коу
- Сэр Кейт Миллз[англ.]
- Принцесса Анна
- Сэр Чарльз Аллен[англ.]
- Мухаммад Абдул Бари[англ.]
- Барон Пол Дэйтон[англ.]
- Джонатан Эдвардс
- Эндрю Хант — Генеральный секретарь Британской олимпийской ассоциации
- Сэр Джастин Кинг[англ.]
- Стэфен Лавгроув[англ.]
- Лорд Колин Мойнихан[англ.]
- Тим Рэддиш — Президент Британской паралимпийской ассоциации[англ.]
- Сэр Крэйг Ридди[англ.]
- Мартин Стюарт
- Сэр Робин Уэйлс[англ.]
- Нейл Вуд